# 1993-as magyar tekebajnokság
Az 1993-as magyar tekebajnokság az ötvenötödik magyar bajnokság volt. A bajnokságot december 4. és 5. között rendezték meg Budapesten, a BKV Előre pályáján.

## Eredmények
| Versenyszám            | Arany                                         | Arany | Ezüst                                             | Ezüst | Bronz                                                 | Bronz |
| ---------------------- | --------------------------------------------- | ----- | ------------------------------------------------- | ----- | ----------------------------------------------------- | ----- |
| Férfi napi egyéni      | Pete Zsolt ASKÖ Deutschkreutz                 | 966   | Mészáros József BKV Előre                         | 956   | Pete László BBSV Wien                                 | 936   |
| Férfi páros            | Mészáros József, Deáky Attila BKV Előre       | 1933  | Pete Zsolt, Nagy László ASKÖ Deutschkreutz        | 1847  | Pete László, Szabó Sándor BBSV Wien , Ferencvárosi TC | 1846  |
| Férfi összetett egyéni | Mészáros József BKV Előre                     | 1952  | Pete Zsolt ASKÖ Deutschkreutz                     | 1909  | Fehér László Ferencvárosi TC                          | 1893  |
| Női napi egyéni        | Demeter Melinda Ferencvárosi TC               | 481   | Bíró Zsuzsanna BKV Előre                          | 478   | Vidács Györgyné Szegedi ESK                           | 471   |
| Női páros              | Demeter Melinda, Fehér Andrea Ferencvárosi TC | 952   | Bíró Zsuzsanna, Kovácsné Grampsch Ágota BKV Előre | 907   | Vidács Györgyné, Török Marianna Szegedi ESK           | 903   |
| Női összetett egyéni   | Demeter Melinda Ferencvárosi TC               | 951   | Bíró Zsuzsanna BKV Előre                          | 944   | Török Marianna Szegedi ESK                            | 923   |